# Masami Life
Masami Life è il tredicesimo album studio della cantante giapponese Masami Okui pubblicato il 3 ottobre 2007 dalla evolution. L'album ha raggiunto la centodecima posizione della classifica degli album più venduti in Giappone, vendendo circa 2500 copie.

## Tracce
1. It's my life
2. Limited War
3. -W-
4. GAIA 2012
5. RING
6. Remote Viewing
7. Wasuregusa (ワスレグサ)
8. Haitoku no KISS ~Love of a fallen angel~ (背徳のKISS ～Love of a fallen angel～)
9. sion (紫音 -sion-)
10. mobile magic
11. Wonderful Days
12. I wish